# Anthomyia fulviceps
Anthomyia fulviceps este o specie de muște din genul Anthomyia, familia Anthomyiidae. A fost descrisă pentru prima dată de Macquart în anul 1835.
Este endemică în Franța. Conform Catalogue of Life specia Anthomyia fulviceps nu are subspecii cunoscute.